# Endre (namn)

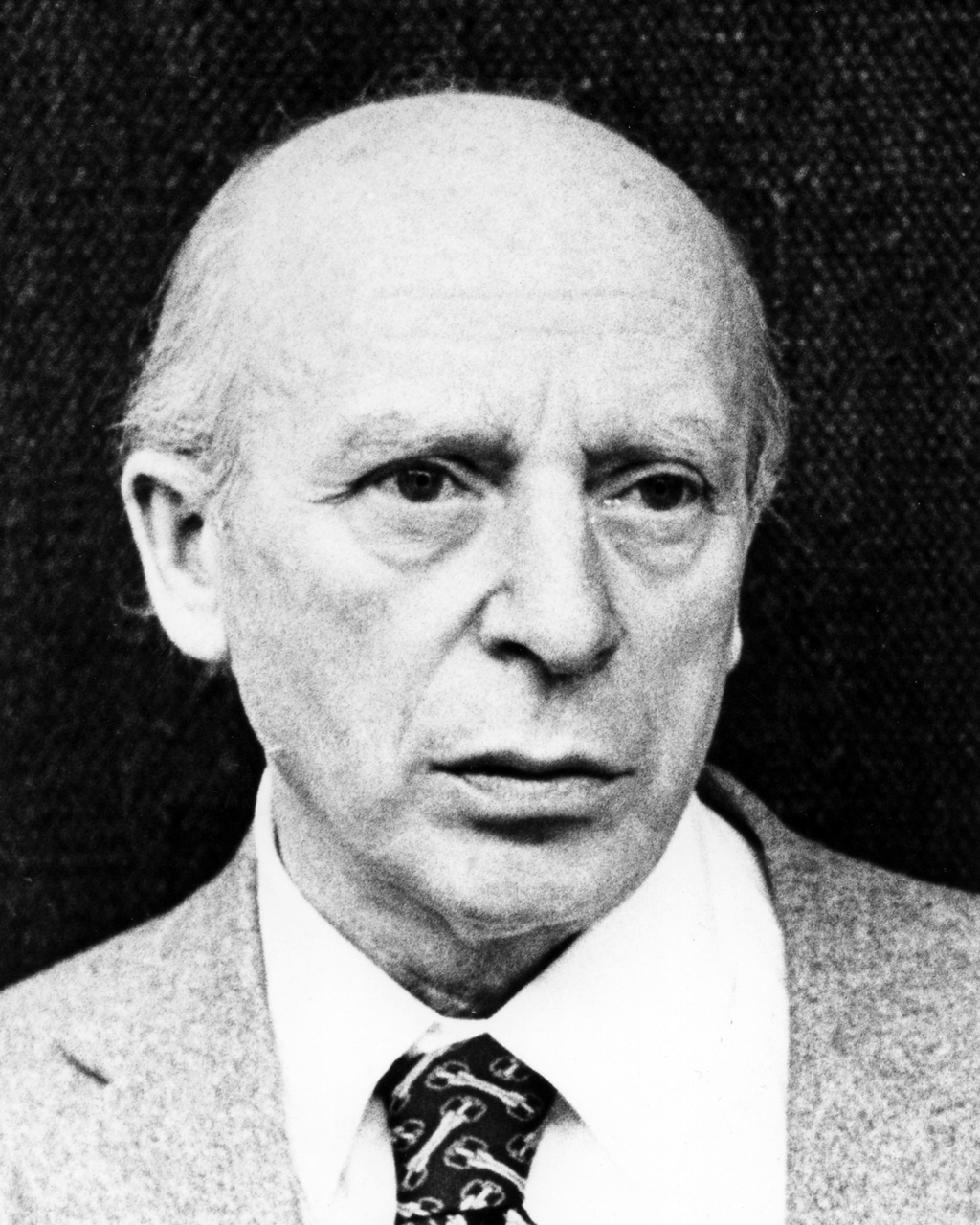
Endre Nemes.

Endre är ett mansnamn, som antingen kan vara av fornnordiskt eller ungerskt ursprung, eller ett efternamn.
Det nordiska namnet kommer från Eindride, som kan vara bildat av orden ein, "en" eller "ensam", och ríða eller ráða vilka betyder "rida" respektive "styra" eller "råda". Namnet skulle således kunna betyda ungefär "han som rider (eller råder) alena". Eindrede var ursprungligen ett tillnamn till guden Tor.
Det ungerska namnet är en variant av grekiska Andreas som kommer från ordet aner och betyder "man".
2005 fanns det 14 834 män i Ungern med namnet Endre, och det var vid denna tidpunkt det 52:a vanligaste förnamnet. Vid årsskiftet 2008/2009 fanns det 2 692 män i Norge som hette Endre. Samtidigt fanns det 137 män i Sverige med namnet, varav 78 med namnet som tilltalsnamn, och 46 personer med Endre som efternamn. Utöver dessa män finns sedan 2009 en kvinna som heter Endre i tilltalsnamn i Sverige.
Namnsdag: 26 september i Norge och flera i Ungern, men det viktigaste datumet är 17 juli.

## Personer med namnet Endre

### Som förnamn
- Endre Ady (1877–1919), ungersk poet
- Endre Botka (född 1994), ungersk fotbollsspelare
- Endre Brunstad (född 1967), norsk språkforskare
- Endre Johannes Cleven (1874–1916), norsk-kanadensisk kulturpersonlighet
- Endre Lund Eriksen (född 1977), norsk författare
- Endre Kabos (1906-1944), ungersk sabelfäktare
- Endre Nemes (1909-1985), svensk konstnär
- Endre Ruset (född 1981), norsk författare
- Endre Røsjø, norsk investerare och grundare av norska P4
- Endre Szemerédi (född 1940), ungersk matematiker

### Som efternamn
- Lena Endre, svensk skådespelerska
- László Endre (1895-1946), ungersk politiker